# Phyllocnistis wygodzinskyi
Phyllocnistis wygodzinskyi is een vlinder uit de familie van de mineermotten (Gracillariidae). De wetenschappelijke naam van de soort werd voor het eerst geldig gepubliceerd in 1958 door Hering E. M..